# Franc Farčnik (zdravnik)
Franc Marjan Farčnik, slovenski stomatolog, ortodont, * 27. februar 1934, Ljubljana, † julij 2023
Diplomiral je leta 1958 na Odseku za stomatologijo Medicinske fakultete v Ljubljani, tu je 1964 končal specializacijo in 1973 doktoriral. V letih 1960-1991 je bil zaposlen na Stomatološki kliniki v Ljubljani, 1975-1986 kot direktor. Od leta 1965 je delal tudi na Medicinski fakulteti v Ljubljani, od 1983 kot redni profesor. Leta 2008 je bil imenovan za zaslužnega profesorja Univerze v Ljubljani. V letih 1990-1998 je predaval na Akademiji za podiplomsko izpopolnjevanje zobozdravnikov v nemškem Karlsruheju. Leta 1996 je postal direktor zasebnega podjetja Orthos v Ljubljani. Farčnik je izdelal metodo za ocenjevanje obsega odklonov ortofacialnih funkcij ter uvedel ortodontsko zdravljenje s sodobnimi snemnimi in nesnemnimi pripomočki. Sam ali v soavtorstvu je objavil več znanstvenih in strokovnih prispevkov v domačih in tujih revijah ter napisal več učbenikov. Njegova bibliografija obsega okoli 150 zapisov.
Pokopan je na pokopališču Ljubljana - Dravlje.

## Izbrana bibliografija
- EF indeks za obdobje mlečne denticije (COBISS)
- Klinična diagnostika v čeljustni in zobni ortopediji (COBISS)
- Funkcionalna diagnostika v čeljustni in zobni ortopediji  (COBISS)
- Tehnološko organizacijski vidiki uvajanja računalništva v zobozdravstvu (COBISS)